# Friedrich Pecht
August Friedrich Pecht (Constanza, 2 de octubre de 1814 de 1814-Múnich, 24 de abril de 1903) fue un pintor, dibujante y crítico de arte alemán.

## Vida
Nació en Constanza (Baden-Wurtemberg) en 1814, del matrimonio entre el litógrafo Andreas Pecht y su esposa Susanna Gänsli. Recibió sus primeras lecciones artísticas de su padre y también se formó como litógrafo. 
Desde 1839 aprendió pintura con Paul Delaroche.
En 1852, Pecht se casó en Ulm con Clotilde Clementine, hija del consejero de finanzas de Wurtemberg, Joseph von Vogel. Tuvieron una hija.
Después de permanecer en Italia desde 1851 hasta 1854 se estableció en Múnich, donde además de una serie de cuadros al óleo de escenas de la vida de Goethe y Schiller, se ocupó en ilustrar los clásicos alemanes Schiller (Leipzig, 1859) y Goethe (1863). Finalmente, pintó doce retratos para la sala del Maximilianeum de Múnich y decoró con una serie de frescos la llamada Sala del Concilio de Constanza. Falleció en Múnich en 1903.
Fue también notable crítico de arte y como escritor se le debe Südfrüchte. Skizzen eines Malers (Leipzig, 1854), Deutsche Künstler des 19. Jahrhunderts (Nördlingen, 1877-1884), Geschichte der Münchener Kunst im 19. Jahrhundert (Múnich, 1888) y Aus meiner Zeit. Lebenserinnerungen (Múnich, 1894). Desde 1885 dirigió la revista Die Kunst für Alle.